# 2002-es labdarúgó-világbajnokság-selejtező (UEFA – 1. csoport)
A 2002-es labdarúgó-világbajnokság európai 1. selejtezőcsoportjának mérkőzéseit, és a csoport végeredményét tartalmazó lapja. A csoportban körmérkőzéses, oda-visszavágós rendszerben játszottak egymással a labdarúgó-válogatottak. A csoportelső automatikus résztvevője lett a 2002-es labdarúgó-világbajnokságnak.
A csoportban Feröer, Jugoszlávia, Luxemburg, Oroszország, Svájc és Szlovénia szerepelt.
A csoportot Oroszország nyerte és kijutott a 2002-es világbajnokságra, a második helyet pedig Szlovénia szerezte meg és pótselejtezőt játszhatott. 

## Tabella
| Hely. | Csapat      | M  | Gy | D | V  | G+ | G– | Gk  | P  | Továbbjutás                         |     | Oroszország | Szlovénia | Szerbia és Montenegró | Svájc | Feröer | Luxemburg |
| ----- | ----------- | -- | -- | - | -- | -- | -- | --- | -- | ----------------------------------- | --- | ----------- | --------- | --------------------- | ----- | ------ | --------- |
| 1.    | Oroszország | 10 | 7  | 2 | 1  | 18 | 5  | +13 | 23 | Kijutott a 2002-es világbajnokságra |     | —           | 1–1       | 1–1                   | 4–0   | 1–0    | 3–0       |
| 2.    | Szlovénia   | 10 | 5  | 5 | 0  | 17 | 9  | +8  | 20 | Továbbjutott a második fordulóba    |     | 2–1         | —         | 1–1                   | 2–2   | 3–0    | 2–0       |
| 3.    | Jugoszlávia | 10 | 5  | 4 | 1  | 22 | 8  | +14 | 19 |                                     |     | 0–1         | 1–1       | —                     | 1–1   | 2–0    | 6–2       |
| 4.    | Svájc       | 10 | 4  | 2 | 4  | 18 | 12 | +6  | 14 |                                     | 0–1 | 0–1         | 1–2       | —                     | 5–1   | 5–0    |           |
| 5.    | Feröer      | 10 | 2  | 1 | 7  | 6  | 23 | −17 | 7  |                                     | 0–3 | 2–2         | 0–6       | 0–1                   | —     | 1–0    |           |
| 6.    | Luxemburg   | 10 | 0  | 0 | 10 | 4  | 28 | −24 | 0  |                                     | 1–2 | 1–2         | 0–2       | 0–3                   | 0–2   | —      |           |

## Mérkőzések
| 2000. szeptember 2. 20:15 UTC+2 |

| Svájc | 0–1         | Oroszország       |
| ----- | ----------- | ----------------- |
|       | Jegyzőkönyv | Beszcsasztnih 74' |

| Hardturm, Zürich Nézőszám: 14,550 Játékvezető: Kim Milton Nielsen (dán) |

| 2000. szeptember 3. 15:00 UTC+1 |

| Feröer                   | 2–2         | Szlovénia             |
| ------------------------ | ----------- | --------------------- |
| Arge 90' Ø. Hansen 90+3' | Jegyzőkönyv | Udovič 25' Osterc 87' |

| Svangaskarð, Toftir Nézőszám: 3,200 Játékvezető: Mikko Vuorela (finn) |

| 2000. szeptember 3. 18:00 UTC+2 |

| Luxemburg | 0–2         | Jugoszlávia      |
| --------- | ----------- | ---------------- |
|           | Jegyzőkönyv | Milošević 4' 26' |

| Stade Josy Barthel, Luxembourg Nézőszám: 3,305 Játékvezető: Szergej Smolik (fehérorosz) |

| 2000. október 7. 19:15 UTC+2 |

| Luxemburg    | 1–2         | Szlovénia                 |
| ------------ | ----------- | ------------------------- |
| Strasser 46' | Jegyzőkönyv | Zahovič 35' Milinovič 37' |

| Stade Josy Barthel, Luxembourg Nézőszám: 1,788 Játékvezető: Michal Beneš (cseh) |

| 2000. október 7. 17:30 UTC+2 |

| Svájc                                                                            | 5–1         | Feröer      |
| -------------------------------------------------------------------------------- | ----------- | ----------- |
| Zwyssig 26' Fournier 35' Türkyilmaz 42' (11-esből) 44' (11-esből) 53' (11-esből) | Jegyzőkönyv | Petersen 4' |

| Hardturm, Zürich Nézőszám: 9,600 Játékvezető: Kósztasz Kapitanísz (ciprusi) |

| 2000. október 11. 19:00 UTC+4 |

| Oroszország                         | 3–0         | Luxemburg |
| ----------------------------------- | ----------- | --------- |
| Buznyikin 19' Hohlov 57' Tyitov 90' | Jegyzőkönyv |           |

| Központi Dinamo Stadion, Moszkva Nézőszám: 12,000 Játékvezető: John Ferry (északír) |

| 2000. október 11. 20:15 UTC+2 |

| Szlovénia               | 2–2         | Svájc              |
| ----------------------- | ----------- | ------------------ |
| Šiljak 44' Ačimovič 79' | Jegyzőkönyv | Türkyilmaz 18' 66' |

| Bežigrad Stadion, Ljubljana Nézőszám: 6,650 Játékvezető: Paul Durkin (angol) |

| 2001. március 24. 19:00 UTC+3 |

| Oroszország | 1–1         | Szlovénia |
| ----------- | ----------- | --------- |
| Hohlov 7'   | Jegyzőkönyv | Knavs 21' |

| Luzsnyiki Stadion, Moszkva Nézőszám: 33,000 Játékvezető: Hugh Dallas (skót) |

| 2001. március 24. 20:15 UTC+1 |

| Jugoszlávia    | 1–1         | Svájc         |
| -------------- | ----------- | ------------- |
| Mihajlović 68' | Jegyzőkönyv | Chapuisat 84' |

| Partizan Stadion, Belgrád Nézőszám: 30,000 Játékvezető: Karl-Erik Nilsson (svéd) |

| 2001. március 24. 18:00 UTC+1 |

| Luxemburg | 0–2         | Feröer                        |
| --------- | ----------- | ----------------------------- |
|           | Jegyzőkönyv | C.H. Jacobsen 78' Mørkøre 82' |

| Stade Josy Barthel, Luxembourg Nézőszám: 2,380 Játékvezető: Hanacsek Attila (magyar) |

| 2001. március 28. 19:00 UTC+4 |

| Oroszország   | 1–0         | Feröer |
| ------------- | ----------- | ------ |
| Mosztovoj 18' | Jegyzőkönyv |        |

| Luzsnyiki Stadion, Moszkva Nézőszám: 8,000 Játékvezető: Leslie Irvine (északír) |

| 2001. március 28. 20:15 UTC+2 |

| Szlovénia     | 1–1         | Jugoszlávia   |
| ------------- | ----------- | ------------- |
| Zahovič 90+4' | Jegyzőkönyv | Milošević 33' |

| Bežigrad Stadion, Ljubljana Nézőszám: 9,000 Játékvezető: Dick Jol (holland) |

| 2001. március 28. 20:15 UTC+2 |

| Svájc                                    | 5–0         | Luxemburg |
| ---------------------------------------- | ----------- | --------- |
| Frei 9' 31' 90' Lonfat 64' Chapuisat 72' | Jegyzőkönyv |           |

| Hardturm, Zürich Nézőszám: 8,600 Játékvezető: Claus Bo Larsen (dán) |

| 2001. április 25. 17:00 UTC+2 |

| Jugoszlávia | 0–1         | Oroszország       |
| ----------- | ----------- | ----------------- |
|             | Jegyzőkönyv | Beszcsasztnih 72' |

| Crvena Zvezda Stadion, Belgrád Nézőszám: 37,240 Játékvezető: Konrad Plautz (osztrák) |

| 2001. június 2. 19:00 UTC+4 |

| Oroszország | 1–1         | Jugoszlávia   |
| ----------- | ----------- | ------------- |
| Kovtun 25'  | Jegyzőkönyv | Mijatović 32' |

| Luzsnyiki Stadion, Moszkva Nézőszám: 65,000 Játékvezető: Herbert Fandel (német) |

| 2001. június 2. 20:15 UTC+2 |

| Szlovénia                  | 2–0         | Luxemburg |
| -------------------------- | ----------- | --------- |
| Zahovič 34' 65' (11-esből) | Jegyzőkönyv |           |

| Bežigrad Stadion, Ljubljana Nézőszám: 4,500 Játékvezető: Bernhard Brugger (osztrák) |

| 2001. június 2. 19:15 UTC+1 |

| Feröer | 0–1         | Svájc    |
| ------ | ----------- | -------- |
|        | Jegyzőkönyv | Frei 81' |

| Svangaskarð, Toftir Nézőszám: 3,500 Játékvezető: Dougie McDonald (skót) |

| 2001. június 6. 20:00 UTC+2 |

| Luxemburg     | 1–2         | Oroszország               |
| ------------- | ----------- | ------------------------- |
| Schneider 49' | Jegyzőkönyv | Alenyicsev 16' Szemak 76' |

| Stade Josy Barthel, Luxembourg Nézőszám: 2,025 Játékvezető: Jon Skjervold (norvég) |

| 2001. június 6. 20:15 UTC+2 |

| Svájc | 0–1         | Szlovénia     |
| ----- | ----------- | ------------- |
|       | Jegyzőkönyv | Cimirotič 82' |

| St. Jakob-Park, Bázel Nézőszám: 26,000 Játékvezető: Jacek Granat (lengyel) |

| 2001. június 6. 18:00 UTC+1 |

| Feröer | 0–6         | Jugoszlávia                                        |
| ------ | ----------- | -------------------------------------------------- |
|        | Jegyzőkönyv | Stanković 16' 49' Kežman 24' 82' 89' Milošević 63' |

| Svangaskarð, Toftir Nézőszám: 4,150 Játékvezető: Jaroslav Jára (cseh) |

| 2001. augusztus 15. 20:15 UTC+2 |

| Jugoszlávia              | 2–0         | Feröer |
| ------------------------ | ----------- | ------ |
| Mihajlović 23' Đukić 85' | Jegyzőkönyv |        |

| Crvena Zvezda Stadion, Belgrád Nézőszám: 15,437 Játékvezető: José Pratas (portugál) |

| 2001. szeptember 1. 20:15 UTC+2 |

| Szlovénia                          | 2–1         | Oroszország |
| ---------------------------------- | ----------- | ----------- |
| Osterc 62' Ačimovič 90' (11-esből) | Jegyzőkönyv | Tyitov 72'  |

| Bežigrad Stadion, Ljubljana Nézőszám: 8,000 Játékvezető: Graham Poll (angol) |

| 2001. szeptember 1. 20:15 UTC+2 |

| Svájc     | 1–2         | Jugoszlávia                |
| --------- | ----------- | -------------------------- |
| Yakin 24' | Jegyzőkönyv | Milošević 39' Krstajić 74' |

| St. Jakob-Park, Bázel Nézőszám: 28,190 Játékvezető: Claude Colombo (francia) |

| 2001. szeptember 1. 17:00 UTC+1 |

| Feröer           | 1–0         | Luxemburg |
| ---------------- | ----------- | --------- |
| J. K. Hansen 84' | Jegyzőkönyv |           |

| Svangaskarð, Toftir Nézőszám: 1,464 Játékvezető: Željko Širić (horvát) |

| 2001. szeptember 5. 17:30 UTC+1 |

| Feröer | 0–3         | Oroszország                     |
| ------ | ----------- | ------------------------------- |
|        | Jegyzőkönyv | Beszcsasztnih 19' 29' Sirko 88' |

| Tórsvøllur, Tórshavn Nézőszám: 2,936 Játékvezető: Hubert Byrne (ír) |

| 2001. szeptember 5. 20:15 UTC+2 |

| Jugoszlávia  | 1–1         | Szlovénia     |
| ------------ | ----------- | ------------- |
| Đorđević 51' | Jegyzőkönyv | Milinovič 10' |

| Partizan Stadion, Belgrád Nézőszám: 22,000 Játékvezető: Antonio López Nieto (spanyol) |

| 2001. szeptember 5. 20:15 UTC+2 |

| Luxemburg | 0–3         | Svájc                       |
| --------- | ----------- | --------------------------- |
|           | Jegyzőkönyv | Frei 12' Türkyilmaz 58' 84' |

| Stade Josy Barthel, Luxembourg Nézőszám: 3,858 Játékvezető: Sorin Corpodean (román) |

| 2001. október 6. 18:00 UTC+4 |

| Oroszország                                     | 4–0         | Svájc |
| ----------------------------------------------- | ----------- | ----- |
| Beszcsasztnih 14' (11-esből) 19' 38' Tyitov 83' | Jegyzőkönyv |       |

| Központi Dinamo Stadion, Moszkva Nézőszám: 22,000 Játékvezető: Knud Erik Fisker (dán) |

| 2001. október 6. 16:00 UTC+2 |

| Szlovénia              | 3–0         | Feröer |
| ---------------------- | ----------- | ------ |
| Čeh 13' 30' Tiganj 82' | Jegyzőkönyv |        |

| Bežigrad Stadion, Ljubljana Nézőszám: 8,500 Játékvezető: Geórgiosz Kásznaférisz (görög) |

| 2001. október 6. 16:00 UTC+2 |

| Jugoszlávia                                                  | 6–2         | Luxemburg                 |
| ------------------------------------------------------------ | ----------- | ------------------------- |
| Jokanović 19' Mijatović 57' Kežman 61' 71' Milošević 62' 68' | Jegyzőkönyv | Peters 38' Christophe 51' |

| Partizan Stadion, Belgrád Nézőszám: 1,758 Játékvezető: Leslie Irvine (északír) |

## Góllövőlista
| 7 gólos - Vlagyimir Beszcsasztnih - Kubilay Türkyılmaz 6 gólos - Savo Milošević 5 gólos - Alexander Frei - Mateja Kežman 4 gólos - Zlatko Zahovič 3 gólos - Jegor Tyitov 2 gólos - Dmitrij Hohlov - Milenko Ačimovič - Nastja Čeh - Željko Milinovič - Milan Osterc - Stéphane Chapuisat - Slaviša Jokanović - Siniša Mihajlović - Predrag Mijatović - Dejan Stanković | 1 gólos - Uni Arge - Jens Kristian Hansen - Øssur Hansen - Christian Høgni Jacobsen - Kurt Mørkøre - John Petersen - Marcel Christophe - René Peters - Sacha Schneider - Jeff Strasser - Dmitrij Alenyicsev - Makszim Buznyikin - Jurij Kovtun - Alekszandr Mosztovoj - Szergej Szemak - Alekszandr Sirko - Sebastjan Cimirotič - Aleksander Knavs - Ermin Šiljak - Senad Tiganj - Sašo Udovič - Sébastien Fournier - Johann Lonfat - Hakan Yakın - Marco Zwyssig - Predrag Đorđević - Miroslav Đukić - Mladen Krstajić |